# Sălătrucu
Sălătrucu is een Roemeense gemeente in het district Argeș.
Sălătrucu telt 2220 inwoners.